# قرى الكفريات (فلسطين)
قرى الكفريات، هو اسم يطلق على مجموعة قرى فلسطينية تقع قرى جنوب مدينة طولكرم بالضفة الغربية، وتضم سبع قرى.

## التسمية
سميت بهذا الاسم لأن معظمها يبدأ بكلمة "كفر" بمعنى قرية تعتمد على الزراعة.

## التاريخ
كانت هذه الأسماء شائعة في فلسطين للتجمعات القروية، أثناء العهد العثماني في القرن الثامن عشر والتاسع عشر، نذكر منها:
(قرى الكراسي، قرى جورة عمرة، قرى العِرقيات، قرى الكفريات، قرى النزلات، قرى الصعبيات، قرى الشعراوية، قرى مشاريق البيتاوي، قرى الجماعينيات، قرى بني حارث، قرى بني زيد).

## عدد قرى الكفريات
تضم قرى الكفريات سبع قرى بلغ عدد سكانها عام 1998 نحو عشرة آلاف نسمة، أنشأت السلطة الفلسطينية مجلساً مشتركاً لهذه القرى، ثم أصبح بلدية، وهي:
- خربة جبارة.

- قرية الرأس.

- قرية كفر صور.

- قرية كور.

- قرية كفر جمال.

- قرية كفر زيباد.

- قرية كفر عبوش.